# Perizoma variaria
Perizoma variaria är en fjärilsart som beskrevs av John Henry Leech 1897. Perizoma variaria ingår i släktet Perizoma och familjen mätare. Inga underarter finns listade i Catalogue of Life.